# Stará švýcarská konfederace
Stará švýcarská konfederace (německy Corpus helveticum, francouzsky Corps helvétique, italsky Corpo helvetico, latinsky Confoederatio helvetica) či Staré spříseženství nebo zkráceně jen Stará konfederace (německy Alte Eidgenossenschaft), po reformaci také Republika Švýcarů (francouzsky République des Suisses, latinsky Republica Helvetiorum) jsou různá označení pro podobu švýcarské „konfederace“ od spojení „prakantonů“ Uri, Schwyz a Unterwalden v roce 1291 do takzvaného Věčného spolku až do příchodu Francouzů a vzniku Helvétské republiky v roce 1798.
Nešlo o národní stát ani o svazek států, ale o volné spolkové spojení jednotlivých kantonů. Z původního jádra, dnešního centrálního Švýcarska, se Konfederace rozšiřovala, takže do poloviny 14. století k ní patřily i oblasti měst Curych a Bern. Tento spolek či spříseženství byl bezprostředně podřízen Svaté říši římské.

## Historie

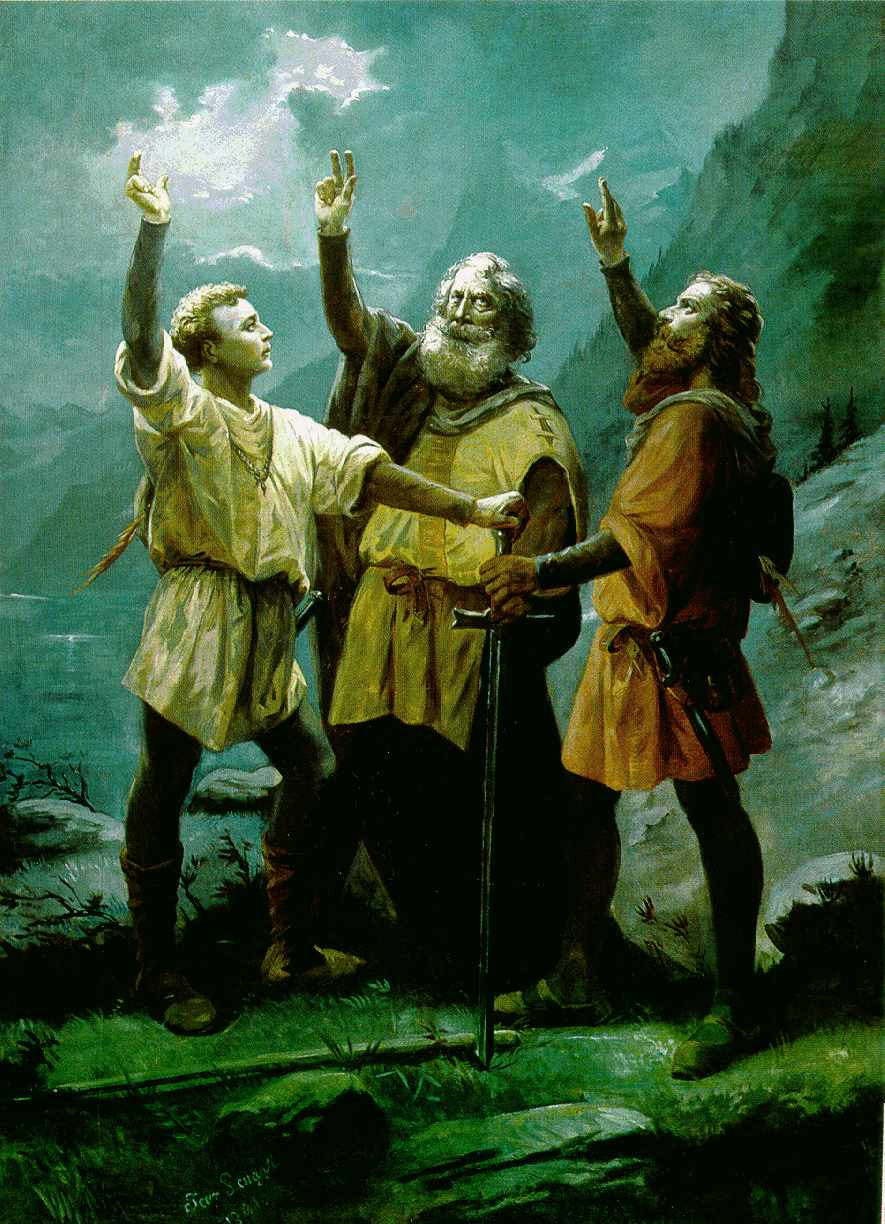
Idealizovaná podoba složení přísahy při vytvoření Staré švýcarské konfederace roku 1291

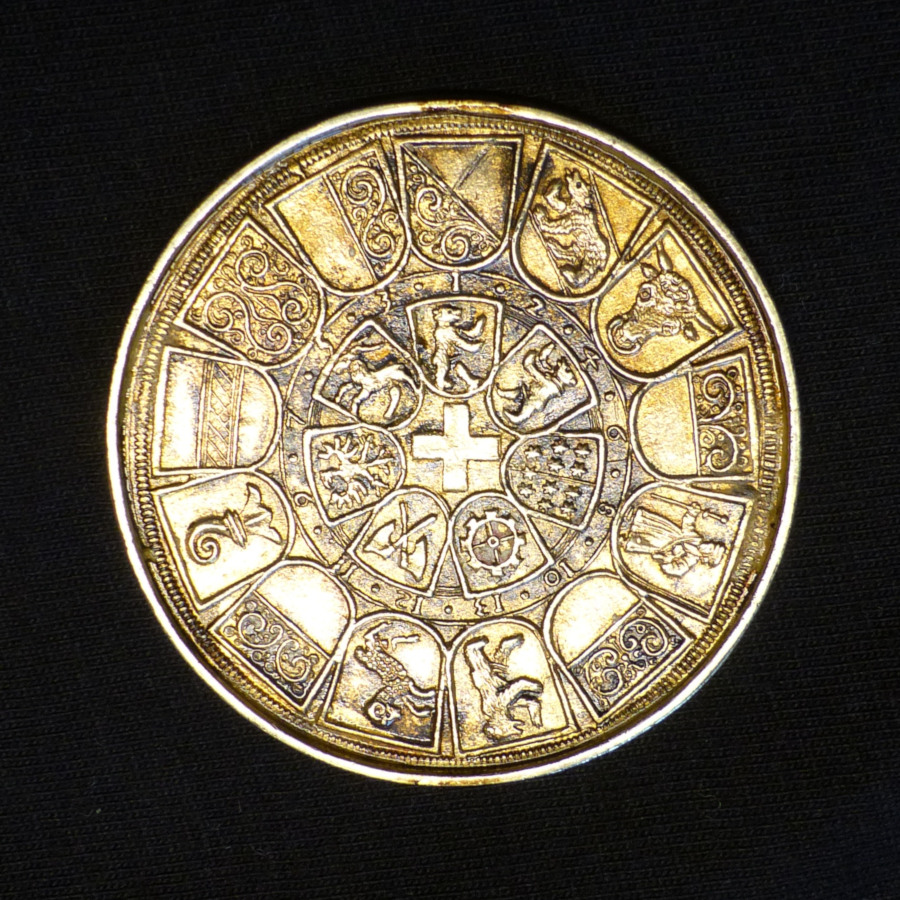
Stampferova medaile „Bundestaler“ se znaky třinácti kantonů, navržena 1546

Roku 1291 se tzv. lesní kantony Uri, Schwyz a Unterwalden spojily v odboji proti Habsburkům, čímž položily základ Staré švýcarské konfederace. Jejich spojenectví bylo zaznamenáno ve Federální chartě, jež byla pravděpodobně sepsána až ve 14. století. Spolek byl úspěšný – v bitvách u Morgartenu roku 1315 a u Sempachu roku 1386 Švýcaři porazili habsburskou armádu a umožnili tak další existenci Konfederace ve Svaté říši římské.
Do roku 1353 se ke třem původním kantonům přidaly kantony Glarus a Zug a městské státy Lucern, Curych a Bern, čímž vznikla Stará konfederace, která v této podobě setrvala po většinu 15. století. Ve 40. letech 14. století byl Curych z konfederace načas vypuzen kvůli rozbrojům týkajícím se území Toggenburgu (takzvaná stará curyšská válka). Připojení dalších členů vedlo k významnému posílení moci a bohatství spolku, zejména díky vítězstvím nad burgundským vévodou Karlem Smělým během 70. let 15. století a také úspěchu švýcarských žoldnéřů. Od roku 1481 se ke spolku začaly připojovat další kantony.
Švýcarské vítězství nad Švábskou ligou roku 1499 přispělo k faktické nezávislosti na Svaté říši římské. V roce 1506 zavedl papež Julius II. stálou švýcarskou gardu, jež slouží Svatému stolci dodnes. Růst spolku a pověst neporazitelnosti jeho armády utrpěly první šrámy v prohrané bitvě u Marignana roku 1515.

## Územní struktura
Územní struktura Staré švýcarské konfederace byla velice složitá. Vedle plnoprávných členů, jimiž byly kantony, zde byla spojenecká území (podobně jako kantony vedly samostatnou politiku, přičemž měly uzavřeny spojenecké dohody s jedním, či více kantony), několik patronátů (byly pod protektorátem spojeneckých území, či kantonů), celá řada společných panství (panství spravovaná více kantony) a několik poddanských území (území spravovaná kantonem), či spojeneckým územím.

### Třináct suverénních kantonů

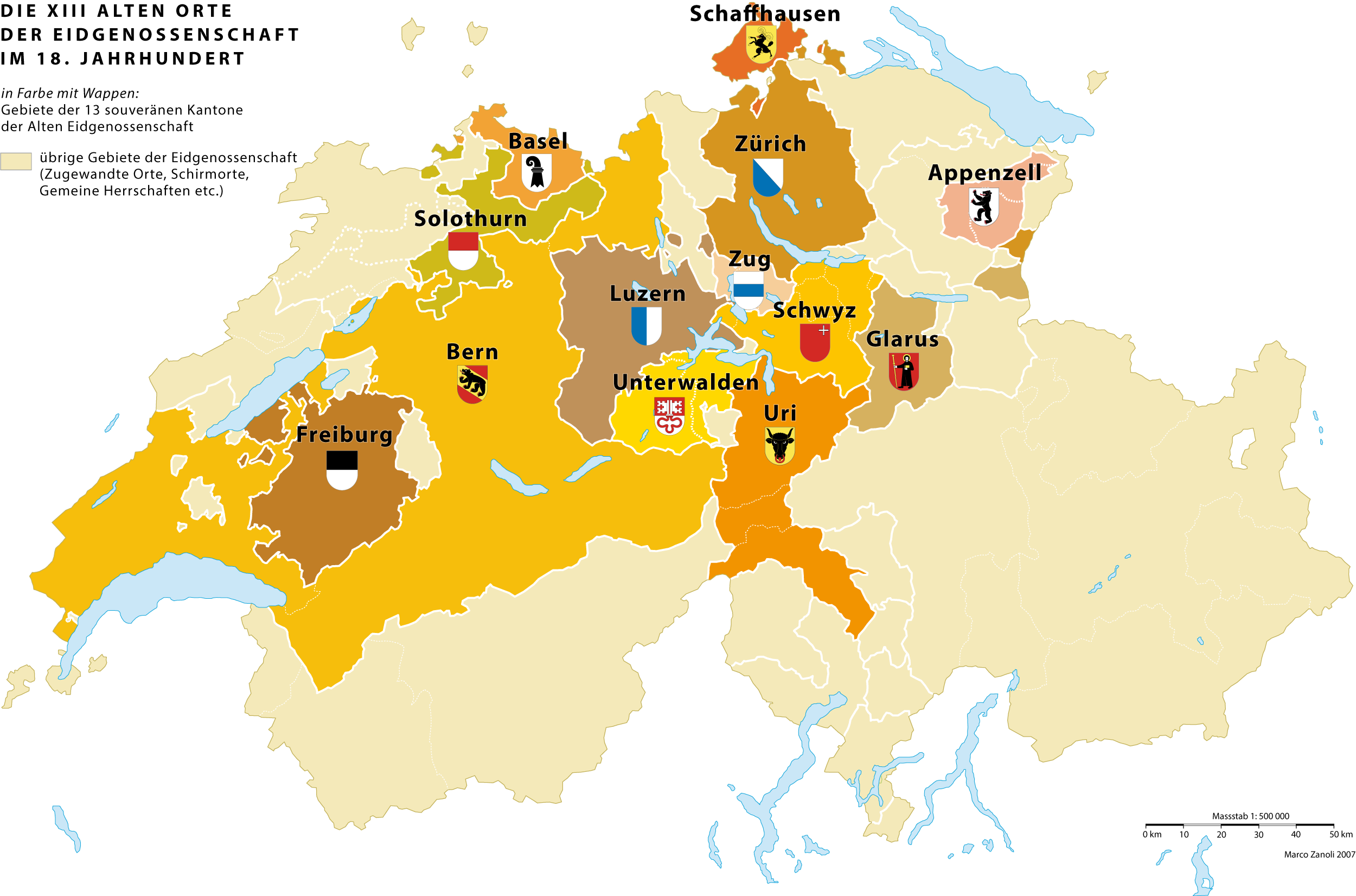
13 starých kantonů a jimi přímo spravovaná území v 18. století

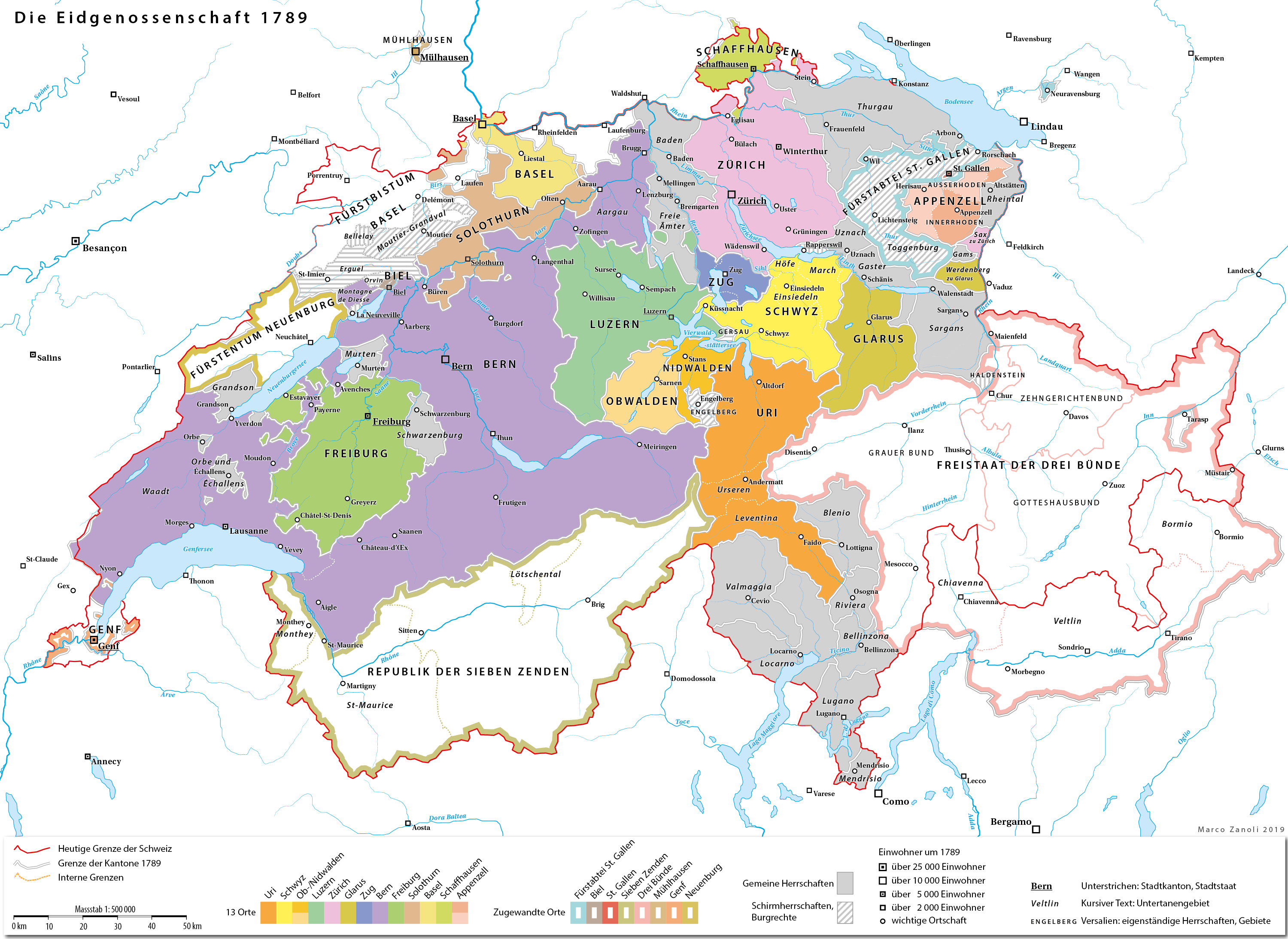
Stará švýcarská konfederace v 18. století

8 kantonů:
- město a republika Bern (1353)
- město Curych (1351)
- země Glarus (1352 / asi 1388)
- město Lucern
- země Schwyz
- země Unterwalden (Obwalden a Nidwalden)
- Země Uri
- Město a země Zug

10 kantonů:
- město Fribourg (1481), od roku 1454 spojenecké území
- město s republika Solothurn (1481), od roku 1353 spojenecké území

12 kantonů:
- město Basilej (1501)
- město Schaffhausen (1501) od 1454 spojenecké území

13 kantonů:
- země Appenzell (1513) od roku 1411 spojenecké území

### Spojenecká území

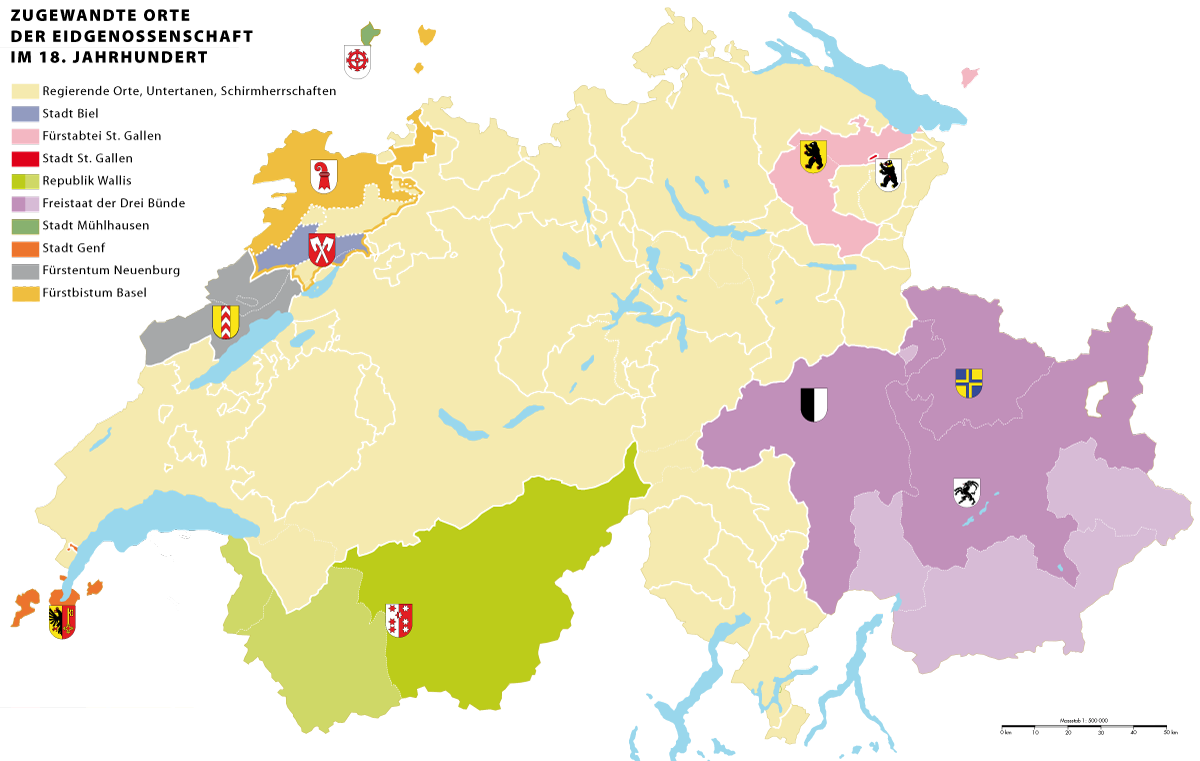
Spojenecká území Staré švýcarské konfederace v 18. století

Bližší spojenci:
- Knížecí opatství St. Gallen (1451)
- město Biel (1353)
- město St. Gallen (1454)

Věční spojenci:
- Republika sedmi desátků
- Svobodný stát tří spolků

Evangeličtí spojenci:
- město Mylhúzy (1515/86)
- město Ženeva (1519/36)

Dočasní spojenci:
- Knížectví/Hrabství Neuchâtel – 1406/1529 spojenecké dohody s kantony Bern a Solothurn; 1495 spojenecká dohoda s kantonem Fribourg; 1501 spojenecká dohoda s kantonem Lucern
- údolí Urseren – 1317–1410 spojenecká dohoda s kantonem Uri; 1410 připojeno ke kantonu Uri
- Weggis – 1332–1380 spojenecké dohody s kantony Uri, Schwyzem, Unterwaldenem, Lucernem; 1480 připojeno ke kantonu Lucern
- město Murten – 1353–1475 spojenecká dohoda s kantonem Bern; 1475 společné panství
- město Payerne – 1353–1536 spojenecká dohoda s kantonem Bern; 1536 připojeno ke kantonu Bern
- údolí Saanen a Château-d’Oex - 1403–1555 (Horní Gruyères, část Hrabství Gruyères); spojenecká dohoda s kantonem Bern; 1555 připojeno ke kantonu Bern
- Bellinzona – 1407–1419 spojenecké dohody s kantony Uri a Obwaldenem; 1419–22 společné panství
- Hrabství Sargans – 1437–1483 spojenecké dohody s kantony Schwyz a Glarus; 1483 společné panství
- Svobodné hrabství Sax-Forstegg – 1458–1615 spojenecká dohoda s kantonem Curych; 1615 připojeno ke kantonu Curych
- město Stein am Rhein – 1459–1484 spojenecká dohoda s kantony Curych a Schaffhausen; 1484 připojeno ke kantonu Curych
- Hrabství Greyerz (Dolní Greyerz) – 1475–1555; poté připojeno ke kantonu Fribourg
- Hrabství Werdenberg – 1493–1517 spojenecké dohody s kantonem Lucernem; 1517 připojeno ke kantonu Glarus
- město Rottweil – (1463–1507 a 1519–1689 spojenecké dohody se 13 kantony; po roce 1632 spojenecké dohody jen s kantony Lucern, Uri, Schwyz, Unterwalden, Zug, Solothurn a Fribourg
- Knížecí biskupství Basilej – 1579–1735 spojenecké dohody s kantony Lucern, Uri, Schwyz, Unterwalden, Zug, Solothurn a Fribourg

### Společná panství

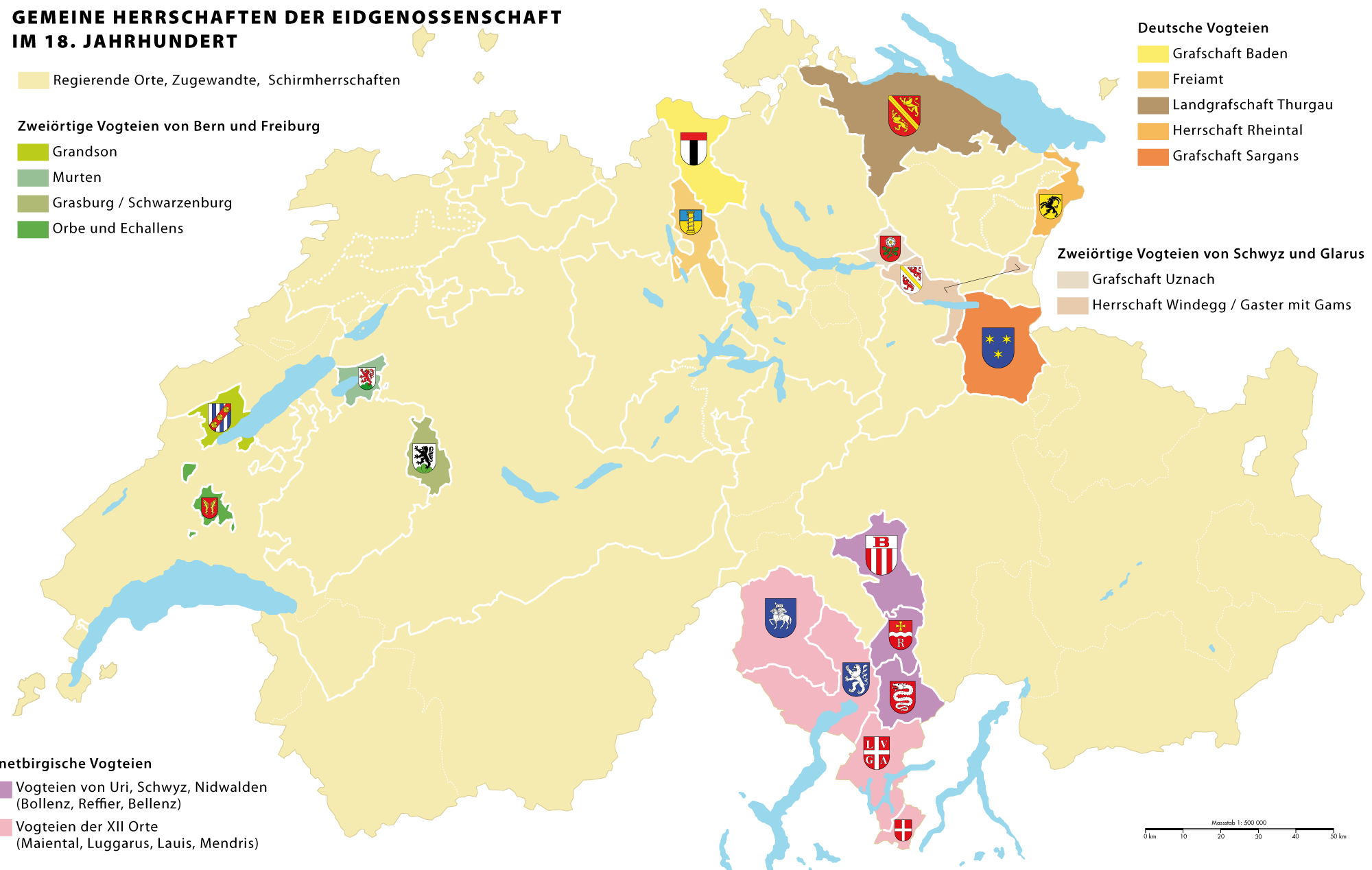
Mapa Společných panství Staré švýcarské konfederace v 18. století

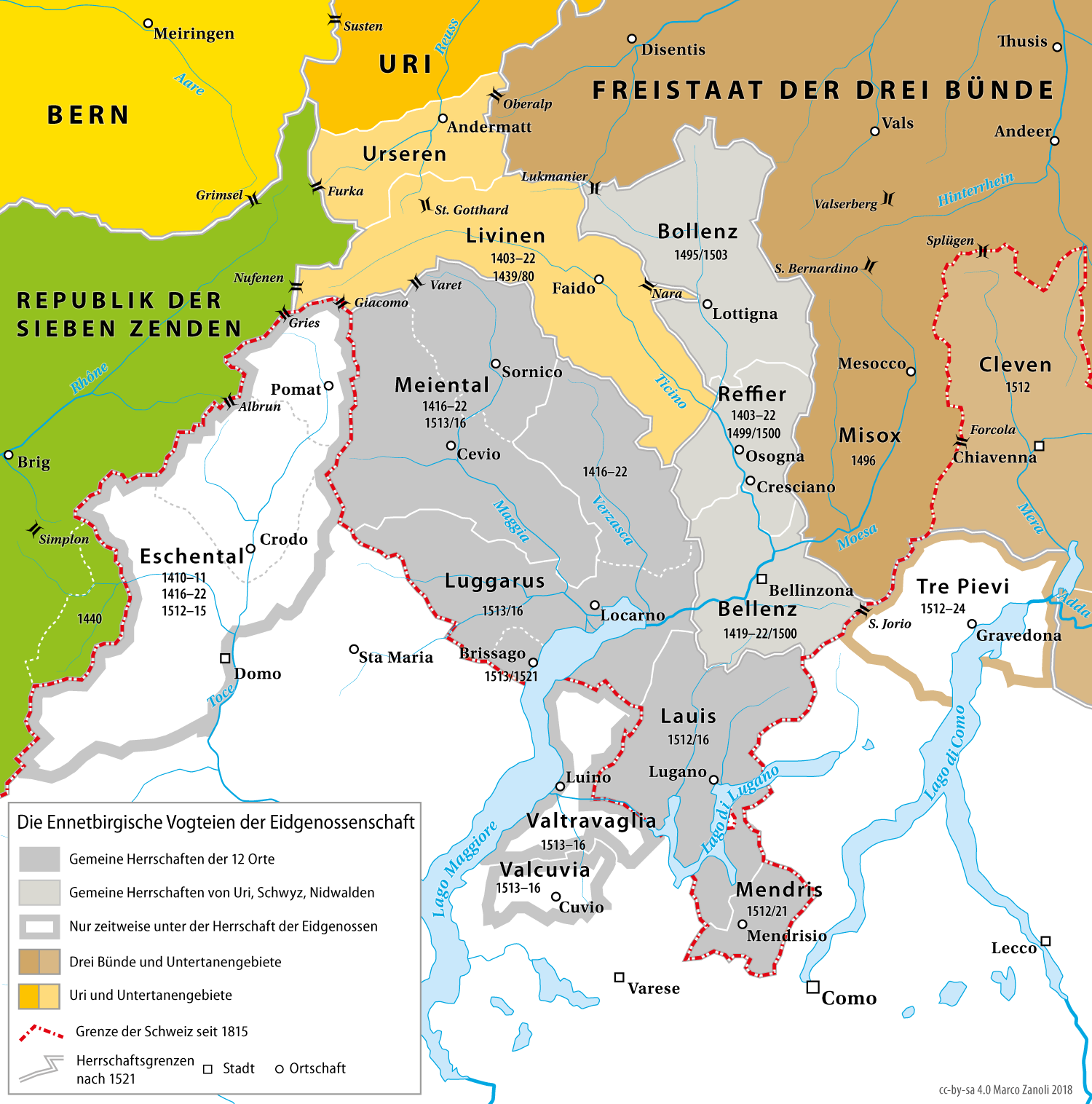
Mapa Italských fojtství Staré švýcarské konfederace

Znak v Stumpfově kronice, 1748(?)

Německojazyčná společná fojtství:
- Freiamt – dobyto roku 1415 a od té doby byl společným panstvím sedmi kantonů (na správě se nepodílel kanton Bern); po roce 1712 se členilo na Horní Freiamt, spravovaný osmi kantony a Dolní Freiamt, jenž byl ve správě kantonů Curych, Bern a Glarus.
- Badenské hrabství – dobyto roku 1415 a od té doby bylo společným panstvím sedmi kantonů (na správě se nepodílel kanton Uri); v letech 1443–1712 spravováno osmi kantony, poté spravováno jen kantony Curychem, Bernem a Glarusem
- Hrabství Sargans – 1460/83 společné panství sedmi kantonů (na správě se nepodílel kanton Bern); po roce 1712 spravováno osmi kantony
- Lankrabství Thurgau – 1460 spravováno sedmi kantony (na správě se nepodílel kanton Bern); po roce 1712 spravováno osmi kantony
- Panství Rýnské údolí – 1490 spravováno společně s říšským opatstvím St. Gallen a osmi kantony, ale bez kantonu Bern; od roku 1500 se na správě podílel také kanton Appenzell a od roku 1712 také kanton Bern

Tříúdolní Italská fojtství:
Jednalo se o společná panství kantonů Uri, Schwyz a Nidwalden
- Fojtství Blenio / Bollenz (1477–1480, 1495)
- Fojtství Riviera / Reffier (1403–1422, 1495)
- Fojtství Bellinzona / Bellenz (1500)

Ostatní Italská fojtství:
Jednalo se o společná panství osmi kantonů (na správě se nepodílel kanton Appenzell)
- Fojtství Vallemaggia / Maiental (1512)
- Fojtství Lugano / Lauis (1512)
- Fojtství Locarno / Luggarus (1512)
- Fojtství Mendrisio / Mendris (1512)

V případě následujících tří fojtství se od roku 1512 jednalo o společná panství dvanácti kantonů, ale již o tři roky později o ně konfederace trvale přišla a nyní se jedná o součást Itálie, přesněji italských regionů Lombardie a Piemontu
- údolí Travaglia (1512–1515)
- Cuvio (1512–1515)
- Eschental (1512–1515)

Společná panství dvou kantonů:
Níže jsou uvedena společná panství kantonů Bern a Fribourg.
- Panství Grasburg/Schwarzenburg (od roku 1423)
- Murten (od roku 1475)
- Grandson (od roku 1475);
- Orbe a Echallens (od roku 1475);

Společná panství kantonů Schwyz a Glarus:
- Panství Uznach (od roku 1437)
- Panství Windegg/Gaster (od roku 1438)
- Herrschaft Hohensax/Gams (od roku 1497)

Společná panství kantonů Bern a Curych:
- Hurden (od roku 1712)